# Port-sur-Saône
Port-sur-Saône je francouzská obec v departementu Haute-Saône v regionu Franche-Comté. V roce 2010 zde žilo 2 990 obyvatel. Je centrem kantonu Port-sur-Saône.

## Vývoj počtu obyvatel
Počet obyvatel